# Il gioco dei soldi
Il gioco dei soldi (Casino Jack) è un film del 2010 diretto da George Hickenlooper, qui al suo ultimo lavoro da regista.
Il film è basato sulla vita di Jack Abramoff, che nel 2006 fu condannato a sei anni di prigione (di cui però ne scontò in carcere solo tre e mezzo) per frode, cospirazione, evasione fiscale e corruzione di politici e funzionari statunitensi .
Spacey fu candidato come miglior attore ai Golden Globe, ma perse in favore di Paul Giamatti, protagonista de La versione di Barney.

## Trama
Jack Abramoff è un uomo d'affari e lobbista a Washington, D.C. coinvolto in un gigantesco caso di corruzione per il quale, oltre a lui, vengono condannati due funzionari della Casa Bianca, il deputato del Partito Repubblicano Bob Ney e nove collaboratori del Congresso.